# KK Elektra Šoštanj
KK Elektra Šoštanj je slovenski košarkaški klub iz općine Šoštanj. Član je 1. slovenske košarkaške lige. Zbog sponzorskih razloga klub nosi ime Elektra Esotech. 

## Vanjske poveznice
- Službena stranica